# Helmut Minow
Helmut Minow (* 29. April 1922 in Dortmund; † 1. August 2012 in Dortmund) war ein deutscher Vermessungsingenieur.

## Leben und Wirken
Helmut Minow studierte an der Staatsbauschule Essen. Er graduierte zum Diplom-Ingenieur und war ab 1950 bei der Stadt Dortmund tätig, ab 1958 als Vermessungsbeamter.
Während dieser Tätigkeit begann er mit der Veröffentlichung von Beiträgen zum Vermessungswesen, insbesondere zur Vermessungsgeschichte. Dabei erinnerte er an Gelehrte der Antike, des Mittelalters und der Frühen Neuzeit wie Pythagoras, Pytheas, Eratosthenes, Claudius Ptolemäus, al-Bīrūnī, Hermannus Contractus, Piri Reis, Sebastian Münster, Johannes Kepler, Peter Anich, Johann Friedrich Benzenberg und Friedrich Wilhelm Bessel. Insgesamt schrieb er über 100 Arbeiten. Im Standardwerk Geschichte der Geodäsie in Deutschland von Wolfgang Torge wird an zehn Stellen auf Ausführungen von ihm verwiesen.
Helmut Minow gab Reprints alter Werke heraus wie Neu eröffneter geometrischer Schau- und Messplatz von Hans Georg Hertel (1675) und Ueber das Cataster von Johann Friedrich Benzenberg (1818). Sein Handbuch Historische Vermessungsinstrumente erschien 1982 und in zweiter Auflage 1990. Er führte mehrere Studienreisen durch, unter anderem nach London, Paris, Budapest, Prag, Rom, Athen und Brüssel.
Im Landesverbandes Nordrhein-Westfalen des Verbandes Deutscher Vermessungsingenieure (VDV) war er 1967 bis 1979 Referent für berufliche Angelegenheiten, leitete den Arbeitskreis „Geschichte des Vermessungswesens“ und war von 1973 bis 1977 Stellvertretender Landesvorsitzender. Im Bundesverband des VDV war er ab 1970 aktiv, 1975 wurde er Obmann des Arbeitskreises „Geschichte des Vermessungswesens“. Dort wirkte er am Aufbau der Sammlung „Praxis Geometriae“ in Vorbereitung der Ausstellung „5000 Jahre Vermessungswesen“ des Förderkreises Vermessungstechnisches Museum im Museum für Kunst und Kulturgeschichte Dortmund mit. Der Förderkreis zeichnete ihn 1996 mit der Ehrenmitgliedschaft aus und verlieh ihm 2006 die Ehrenmedaille für sein Lebenswerk.
Helmut Minow verstarb am 1. August 2012 in Dortmund. Seine Urne wurde in Frankreich beigesetzt.

## Schriften
- (Hrsg.): Praxis Geometriae. Vermessungen gestern und heute. Ausstellungskatalog. Verband Deutscher Vermessungsingenieure. Krüger, Dortmund 1969, DNB 740355171.
- 5000 Jahre Vermessungswesen. Katalog zur Ausstellung „Geo ’71. Historische Karten- und Geräteausstellung“. Deutscher Verein für Vermessungswesen, Wiesbaden 1971, DNB 810782790.
- Vermessung in Dortmund. Beiträge zur Geschichte des Vermessungs- und Kartenwesens. Vermessungs- und Katasteramt, Dortmund 1976, OCLC 6649942.
- mit Klaus Lehmann: Feldmesser-Reglements um 1800. Förderkreis Vermessungstechnisches Museum, Dortmund 1981, OCLC 1130308364.
- Historische Vermessungsinstrumente. Ein Verzeichnis der Sammlungen in Europa. Chmielorz, Wiesbaden 1982, ISBN 3-87124-003-6. 2., stark erweiterte Auflage 1990, ISBN 3-87124-064-8.
- Geometria practica. Vermessungstechnische Lehrbücher aus drei Jahrhunderten. Eine illustrierte Bibliographie. Texte von Helmut Minow. Chmielorz, Wiesbaden 1991, ISBN 3-87124-080-X.
- Vermessungen mit der Zwölfknotenschnur und andere historische Konstruktionen mit dem Meßseil. Förderkreis Vermessungstechnisches Museum, Dortmund 1992, OCLC 179702546 (online, PDF; 15,4 MB).
- Rätselhafte Portolankarten. Wie und wann sind sie entstanden? Europäische Gesellschaft für Frühgeschichtliche Technologie und Randgebiete der Wissenschaft, Hohenpeißenberg 1994. 2. Auflage 1996, DNB 960070451.
- Königselle und Metermaß. Die antiken Längeneinheiten im Zusammenhang. Förderkreis Vermessungstechnisches Museum, Dortmund 1996, DNB 997991038.

Herausgabe von Reprints:
- Johann Friedrich Benzenberg: Ueber das Cataster. Nach der Ausgabe von 1818. Chmielorz, Wiesbaden 1996, ISBN 3-87124-165-2.
- Hans Georg Hertel: Neu eröffneter geometrischer Schau- und Messplatz. Nach der Ausgabe von 1675. Chmielorz, Wiesbaden 1997, ISBN 3-87124-164-4.

Artikel:
- Stadtplan von Nippur – ein interessantes Dokument antiker Feldmeßkunst. In: Der Vermessungsingenieur. 2, 21, 1970, S. 184–187.
- Der Beitrag der Araber zur Entwicklung des Vermessungswesens im Mittelalter. In: Der Vermessungsingenieur. 30, 1979, S. 50–57.
- Einige Briefe von Friedrich Wilhelm Bessel aus seiner Königsberger Zeit (1810–1846). In: Mitteilungen der Gauss-Gesellschaft Göttingen. Nr. 23/24, 1986/1987, S. 7–28.
- Über die Kenntnis der Erddimensionen in der Antike und im Mittelalter. In: Wolfgang Scharfe, Hans Harms (Hrsg.): 5. Kartographiehistorisches Colloquium. Vorträge und Berichte. Oldenburg 1990. Reimer, Berlin 1991, S. 187–196.
- Astronomische Bestimmung der geographischen Länge in der Antike. In: Der Vermessungsingenieur. 1997, S. 93–95.
- Rätsel der mittelalterlichen Seekarten. In: Deutsches Schiffahrtsarchiv. 21, 1998, S. 411–428 (online, PDF; 2,3 MB).
- Al-Biruni und die historischen Meridiangradmessungen. In: Der Vermessungsingenieur. 1999, S. 161–166.
- Messwerkzeuge und Längenmaße im Alten Ägypten (= Vermessung, Photogrammetrie, Kulturtechnik. Band 99, Heft 4). 2001, S. 242–247 (online, PDF; 5,2 MB).
- Hermannus Contractus. Astrolabium und Erdmessung. In: Geomatik Schweiz. 1, 2008, S. 23–24 (online (Memento vom 16. Februar 2015 im Internet Archive), PDF; 202 kB).